# Kazahstan la Jocurile Olimpice
Kazahstanul a participat pentru prima dată la Jocurile Olimpice ca țară independentă în 1994, și de atunci și-a trimis sportivii să concureze la toate Jocurile Olimpice de vară și la toate Jocurile Olimpice de iarnă. Codul CIO este KAZ.

## Medalii după olimpiadă
| Ediție              | Sportivi                    | Aur                         | Argint                      | Bronz                       | Total                       | Loc                         |
| 1900–1912           | ca parte Imperiului Rus     | ca parte Imperiului Rus     | ca parte Imperiului Rus     | ca parte Imperiului Rus     | ca parte Imperiului Rus     | ca parte Imperiului Rus     |
| 1952–1988           | ca membru Uniunii Sovietice | ca membru Uniunii Sovietice | ca membru Uniunii Sovietice | ca membru Uniunii Sovietice | ca membru Uniunii Sovietice | ca membru Uniunii Sovietice |
| Barcelona 1992      | ca parte Echipei Unificate  | ca parte Echipei Unificate  | ca parte Echipei Unificate  | ca parte Echipei Unificate  | ca parte Echipei Unificate  | ca parte Echipei Unificate  |
| Atlanta 1996        | 96                          | 3                           | 4                           | 4                           | 11                          | 24                          |
| Sydney 2000         | 130                         | 3                           | 4                           | 0                           | 7                           | 22                          |
| Atena 2004          | 119                         | 1                           | 4                           | 3                           | 8                           | 40                          |
| Beijing 2008        | 132                         | 2                           | 4                           | 7                           | 13                          | 29                          |
| Londra 2012         | 115                         | 7                           | 1                           | 5                           | 13                          | 12                          |
| Rio de Janeiro 2016 |                             |                             |                             |                             |                             |                             |
| Tokyo 2020          |                             |                             |                             |                             |                             |                             |
| Total               | Total                       | 16                          | 17                          | 19                          | 52                          | 43                          |

| Ediție              | Sportivi                   | Aur                        | Argint                     | Bronz                      | Total                      | Loc                        |
| Albertville 1992    | ca parte Echipei Unificate | ca parte Echipei Unificate | ca parte Echipei Unificate | ca parte Echipei Unificate | ca parte Echipei Unificate | ca parte Echipei Unificate |
| Lillehammer 1994    | 29                         | 1                          | 2                          | 0                          | 3                          | 12                         |
| Nagano 1998         | 60                         | 0                          | 0                          | 2                          | 2                          | 20                         |
| Salt Lake City 2002 | 50                         | 0                          | 0                          | 0                          | 0                          | –                          |
| Torino 2006         | 56                         | 0                          | 0                          | 0                          | 0                          | –                          |
| Vancouver 2010      | 39                         | 0                          | 1                          | 0                          | 1                          | 25                         |
| Soci 2014           | 52                         | 0                          | 0                          | 1                          | 1                          | 26                         |
| Pyeongchang 2018    |                            |                            |                            |                            |                            |                            |
| Total               | Total                      | 1                          | 3                          | 3                          | 7                          | 29                         |

## Sportivii cei mai medaliați
| Sportiv             | Sport     | Ediții     | Aur | Argint | Bronz | Total |
| Ilia Ilin           | Haltere   | 2008, 2012 | 2   | 0      | 0     | 2     |
| Vladimir Smirnov    | Schi fond | 1994, 1998 | 1   | 2      | 1     | 4     |
| Aleksandr Vinokurov | Ciclism   | 2000, 2012 | 1   | 1      | 0     | 2     |